# FKピルマゼンス
FKピルマゼンス（ドイツ語: FK 03 Pirmasens）は、ドイツのピルマゼンスを本拠地とするサッカークラブ。

## 歴史
1903年に創設されたFCピルマゼンス（F.C. Pirmasens）が起源である。ファルツ地方の有力クラブであった。1974年にブンデスリーガ2部が発足すると、FKピルマゼンスもその一員に加わった。しかし、1978年に降格したあとは、4部前後で低迷した。2005-2006年シーズンにオーバーリーガ南西地区（4部）で優勝を果たし、レギオナルリーガ（3部）へ昇格を果たした。

## タイトル

### 国内タイトル
なし

### 国際タイトル
なし

## 歴代所属選手
- トーマス・ドゥーリー 1981-83
- 丸谷明 2004-05